# Erste Schlacht von Mantineia
Die Erste Schlacht von Mantineia fand im Herbst 418 v. Chr. im Rahmen des Peloponnesischen Krieges zwischen Sparta auf der einen und einem Bündnis der Poleis Argos, Mantineia und Athen auf der anderen Seite statt.

## Vorgeschichte
Die erste Phase des Peloponnesischen Krieges hatte 421 mit dem Nikiasfrieden, einem auf fünfzig Jahre geschlossenen Waffenstillstand, geendet. Alkibiades, der neue Stratege Athens, setzte allerdings ein Bündnis Athens mit Argos, Mantineia und Elis durch. Diese drei Staaten lagen auf der Peloponnes, also Spartas Einflusssphäre. Sparta intervenierte.

## Ablauf

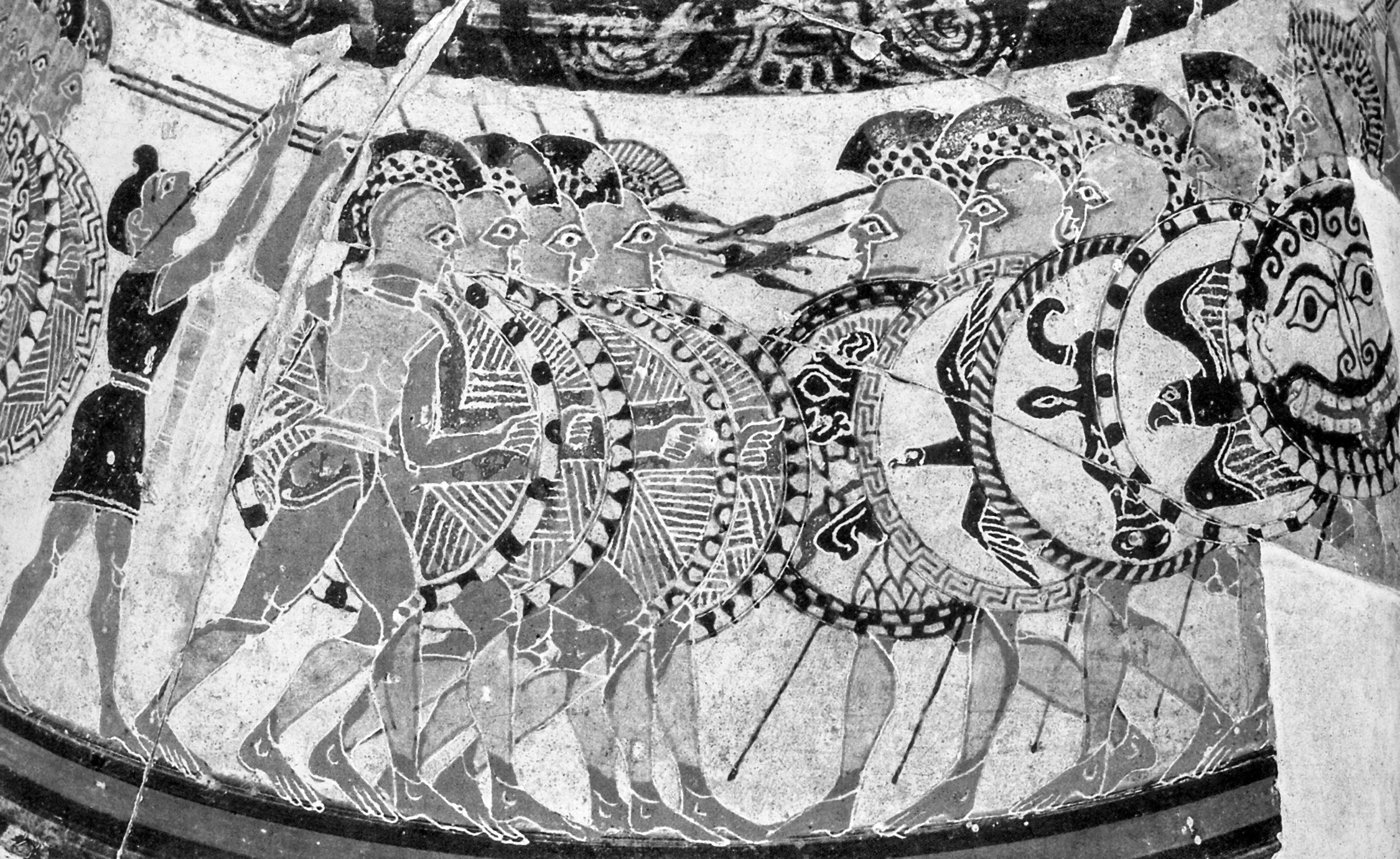
Griechische Hopliten

Ein spartanisches Heer mit wenigen Verbündeten unter Führung des jungen Königs Agis rückte aus, um den durch das feindliche Bündnis gesprengten Peloponnesischen Bund wiederherzustellen.
An der argolisch-arkadischen Grenze sammelten sich die Truppen von Argos und Mantineia, unterstützt durch ein Kontingent aus Athen. Bei Mantineia stießen die beiden Heere aufeinander. Es wurde die größte offene Feldschlacht im Peloponnesischen Krieg. Die Spartaner gewannen sie überlegen, indem sie mit ihrer Phalanx die der Gegner rechts umfassten, die Formation einschwenken ließen und die feindliche Phalanx von der Seite her aufrollten.

## Folgen
Sybota – Potidaia – Spartolos – Stratos – Naupaktos – Plataiai – Olpai – Tanagra – Pylos – Sphakteria – Korinth – Megara – Delion – Amphipolis – Mantineia – Melos – Syrakus – Milet – Syme – Eretria – Kynossema – Abydos – Kyzikos – Ephesos – Chalkedon – Byzanz – Andros – Notion – Mytilene  – Arginusen – Aigospotamoi
Alkibiades’ Ziel, den Krieg gegen Sparta auflodern zu lassen, wurde nicht erreicht. Wenn auch ein athenisches Kontingent an der Schlacht teilnahm, so galt sie aus Sicht der Spartaner der Wiederherstellung des Peloponnesischen Bundes. Konsequenterweise kam es in der folgenden Zeit nicht zu direkten Kampfhandlungen zwischen Athen und Sparta.
Für Athen bedeutete der Ausgang der Schlacht einen zeitweiligen Rückschlag der Politik des Alkibiades, der aber kurze Zeit später die noch katastrophaler endende Sizilische Expedition anregte.
Die Städte der Peloponnes wandten sich wieder Sparta zu. Argos schaffte die Demokratie ab, holte seine alte Regierung zurück und schloss einen Beistandspakt mit Sparta.

## Quelle
Die wichtigste Quelle zur Schlacht ist das Geschichtswerk des Thukydides (5. Buch).